# الوبیجید
الوبیجید، میسامیس اورینتال (به لاتین: Alubijid, Misamis Oriental) یک سکونتگاه مسکونی در فیلیپین است که در میسامی شرقی واقع شده‌است.

## خصوصیات
الوبیجید ۸۵٫۵۶ کیلومترمربع مساحت و ۲۶٬۶۴۸ نفر جمعیت دارد.